# Letkówka
Letkówka (ukr. Летківка, Łetkiwka) – wieś na Ukrainie, w rejonie trościańskim obwodu winnickiego, na wschodnim Podolu.
W czasach I Rzeczypospolitej wieś leżała w województwie bracławskim w prowincji małopolskiej Korony Królestwa Polskiego. W 1789 była prywatną wsią należącą do Potockich. Odpadła od Polski w wyniku II rozbioru. Pod zaborami należała do Sobańskich.